# دهوئیه (گلباف)
دهوئیه  یک آبادی از توابع بخش جوشان ، شهرستان گلباف در استان کرمان ایران است.

## جمعیت
این آبادی در دهستان جوشان قرار دارد و براساس سرشماری مرکز آمار ایران در سال ۱۳۹۵، جمعیت آن ۲۱۸ نفر (۶۴ خانوار) بوده‌است.